# La Valletta Brianza
La Valletta Brianza (La Valetta in dialetto brianzolo, AFI: [ˈla vaˈlɛta]) è un comune italiano di 4 637 abitanti della provincia di Lecco in Lombardia.

## Storia
Il comune è stato istituito dalla fusione dei comuni di Perego e Rovagnate; l'iter ha previsto nei due enti un referendum consultivo, tenutosi il 30 novembre 2014, sul quale la maggioranza dei votanti di Rovagnate (75%) e Perego (58%) ha optato per il sì al nuovo Comune e alla sua nuova denominazione.
Il comune di La Valletta Brianza è stato istituito con la legge regionale 27 gennaio 2015 n. 1 con decorrenza dal 30 gennaio 2015. Fa parte dell'Unione dei comuni della Valletta.
Il territorio è localizzato nel Meratese (Brianza lecchese).

### Simboli
Lo stemma e il gonfalone sono stati approvati con delibera del consiglio comunale del 28 giugno 2024,  presentati alla cittadinanza in occasione della festa della Repubblica il 2 giugno 2025.
Lo stemma riunisce elementi ripresi dagli emblemi degli ex comuni di Perego e Rovagnate e si può blasonare partito semitroncato: il 1º fasciato d'azzurro e di rosso, al castello d'argento, murato di nero, attraversante, con il segmento di base posto nella quinta fascia, con la cortina priva di merlatura, munito di due torri, merlate di tre alla guelfa, finestrate di tre del campo, due e una, esso castello, aperto del campo, con l'albero sradicato, di verde, fustato al naturale, avente le quattro radici davanti alla porta, il tronco infilato obliquamente in essa porta, e la chioma posta sulle prime tre fasce (Perego); il 2º di rosso, a due spade d'argento guarnite d’oro con le punte all’insù poste in decusse (Rovagnate); il 3º d'argento, a tre cipressi di verde, fustati al naturale e nodriti sul monte di verde fondato in punta (località Monte).
Il gonfalone è un drappo rettangolare di bianco, ornato di ricami d'argento.

## Monumenti e luoghi d'interesse

### Architetture religiose
- Parrocchiale di San Giorgio Martire di Rovagnate, risalente al XV secolo, al cui interno ospita un altare progettato da Carlo Amati[6]
- Parrocchiale di San Giovanni Evangelista di Perego, costruita fra il 1924 e il 1927
- Chiesa di San Martino[7], risalente all'XI secolo
- Chiesa di Galbusera (1841)[8]
- Chiesa di Sant'Ambrogio (1939)[9]
- Chiesa di Santa Marcellina (XX secolo), all'interno di Villa Sacro Cuore[10]

### Architetture civili
- Villa Sacro Cuore,[11] risalente agli inizi del XVIII secolo, oggi sede comunale

## Società

### Evoluzione demografica
- 516 nel 1751
- 1 013 nel 1805 con Crescenzaga, Albareda minore e Sala
- annessione a Santa Maria Hoè e Sirtori nel 1809
- 1 171 nel 1853
- annessione di Bernaga e Cereda nel 1880
- annessione di Bagaggera nel 1927
- annessione a Santa Maria Hoè in Santa Maria di Rovagnate nel 1928[12]
- fusione di Perego e Rovagnate ne La Valletta Brianza nel 2015

Abitanti censiti

## Amministrazione
| Periodo           | Periodo           | Primo cittadino        | Partito                         | Carica                    | Note   |
| ----------------- | ----------------- | ---------------------- | ------------------------------- | ------------------------- | ------ |
| 30 gennaio 2015   | 31 maggio 2015    | Roberto Vincenzo Rizzo | N.D.                            | Commissario straordinario | [ 14 ] |
| 1º giugno 2015    | 20 settembre 2020 | Roberta Trabucchi      | Lista civica - Noi La Valletta  | Sindaco                   | [ 15 ] |
| 21 settembre 2020 | in carica         | Marco Panzeri          | Lista civica - La Valletta 2020 | Sindaco                   | [ 16 ] |

## Galleria d'immagini

La chiesa parrocchiale di Rovagnate
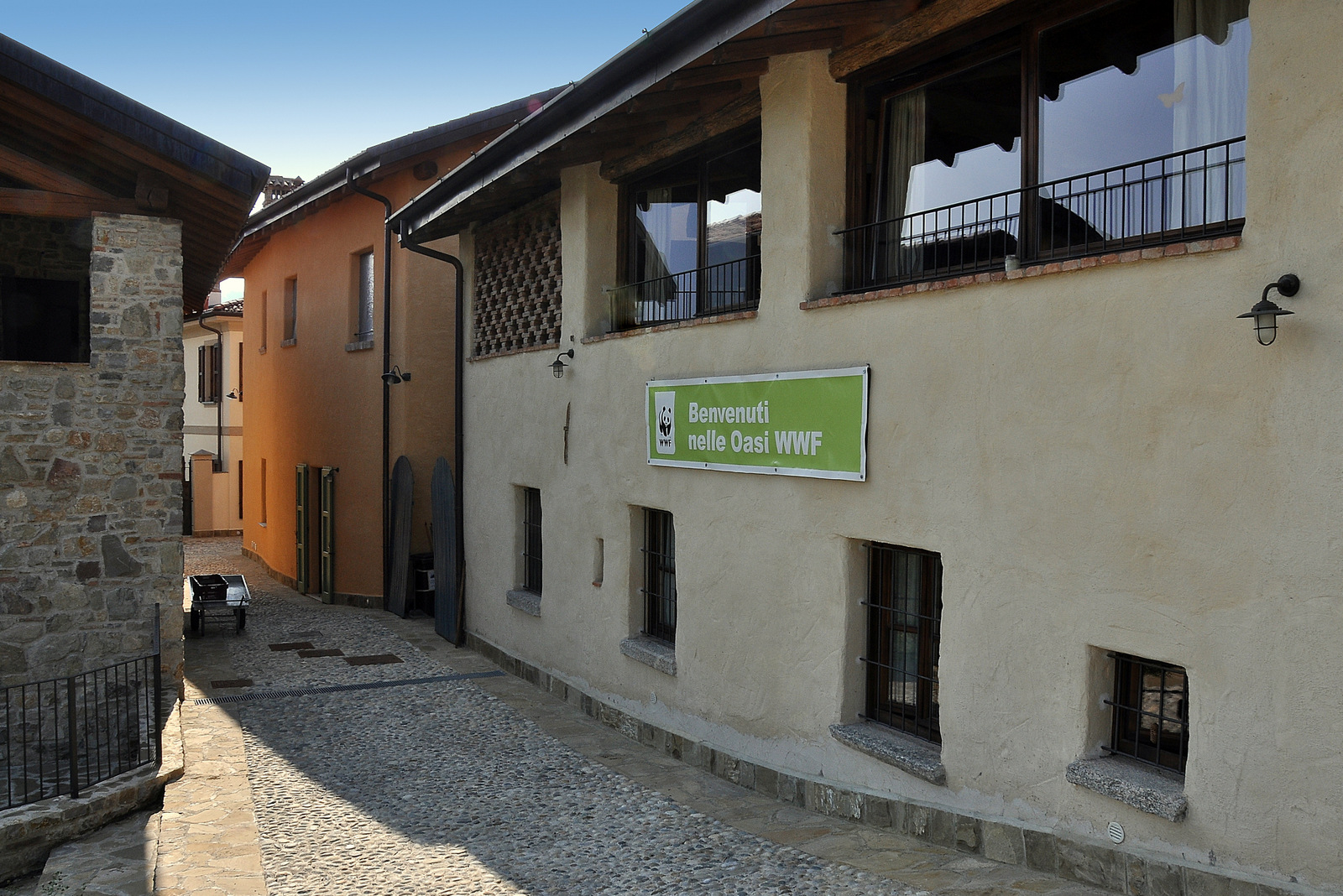
Striscione dell'Oasi Galbusera Bianca
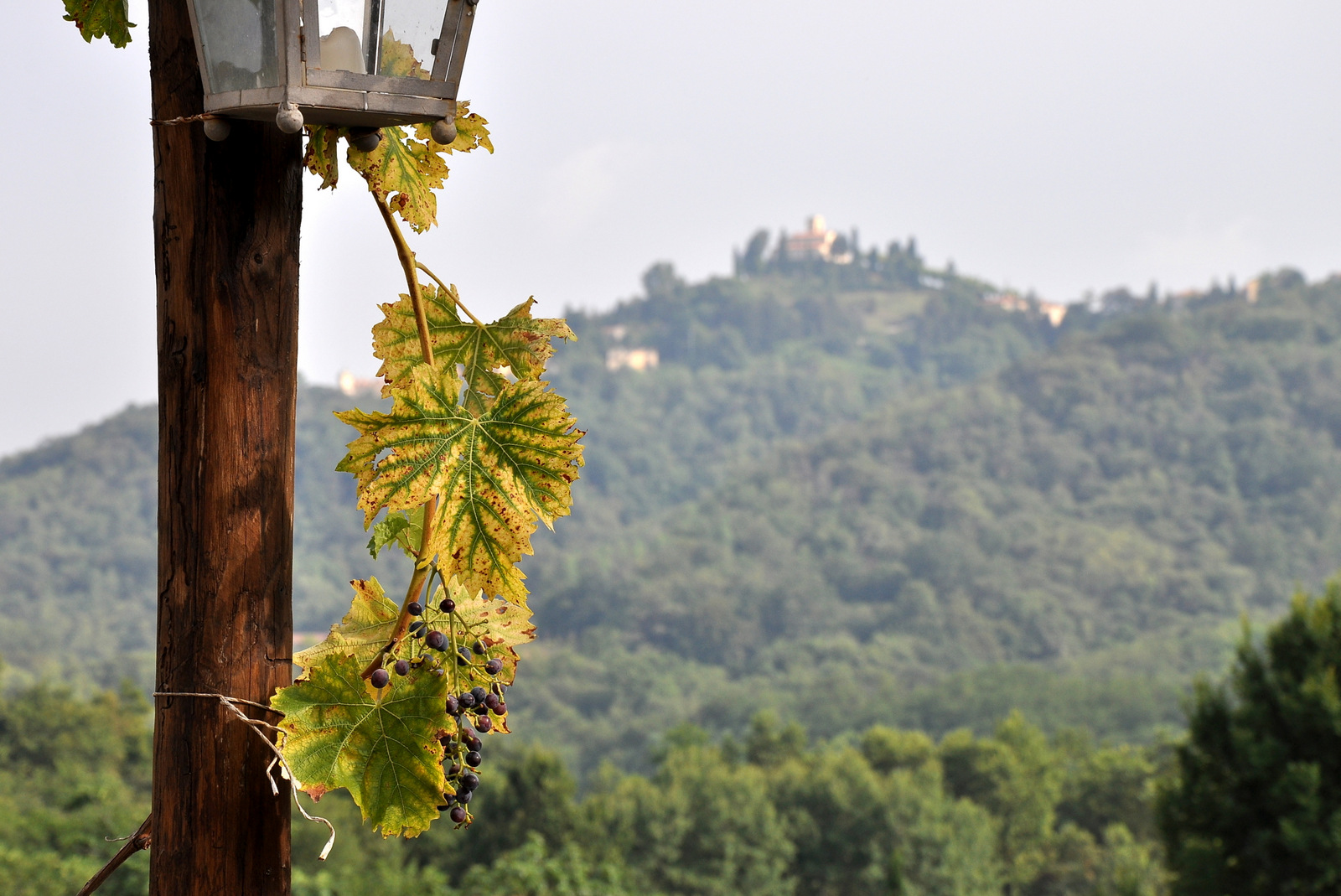
Panorama delle colline intorno al paese
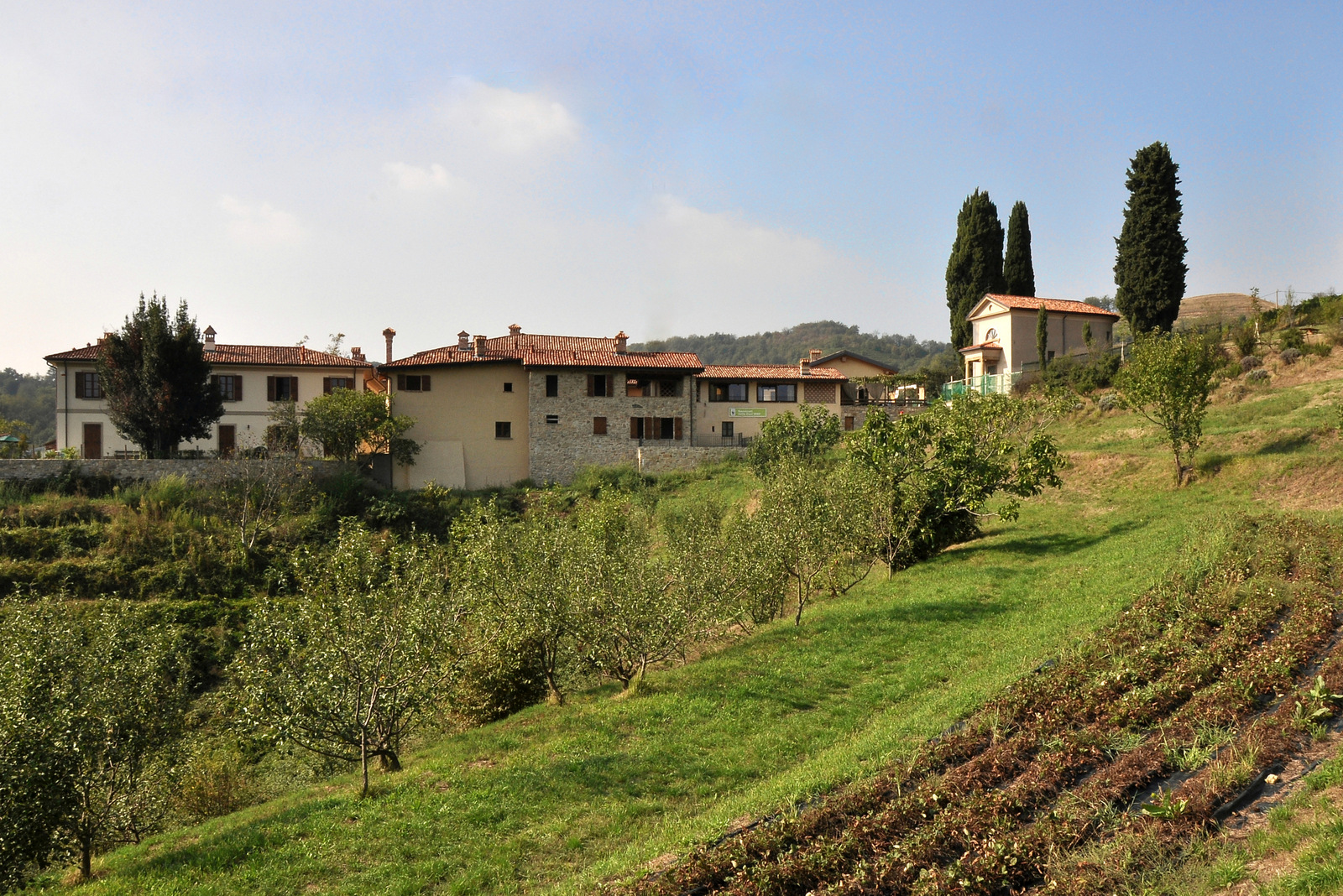
Veduta della località Galbusera Bianca
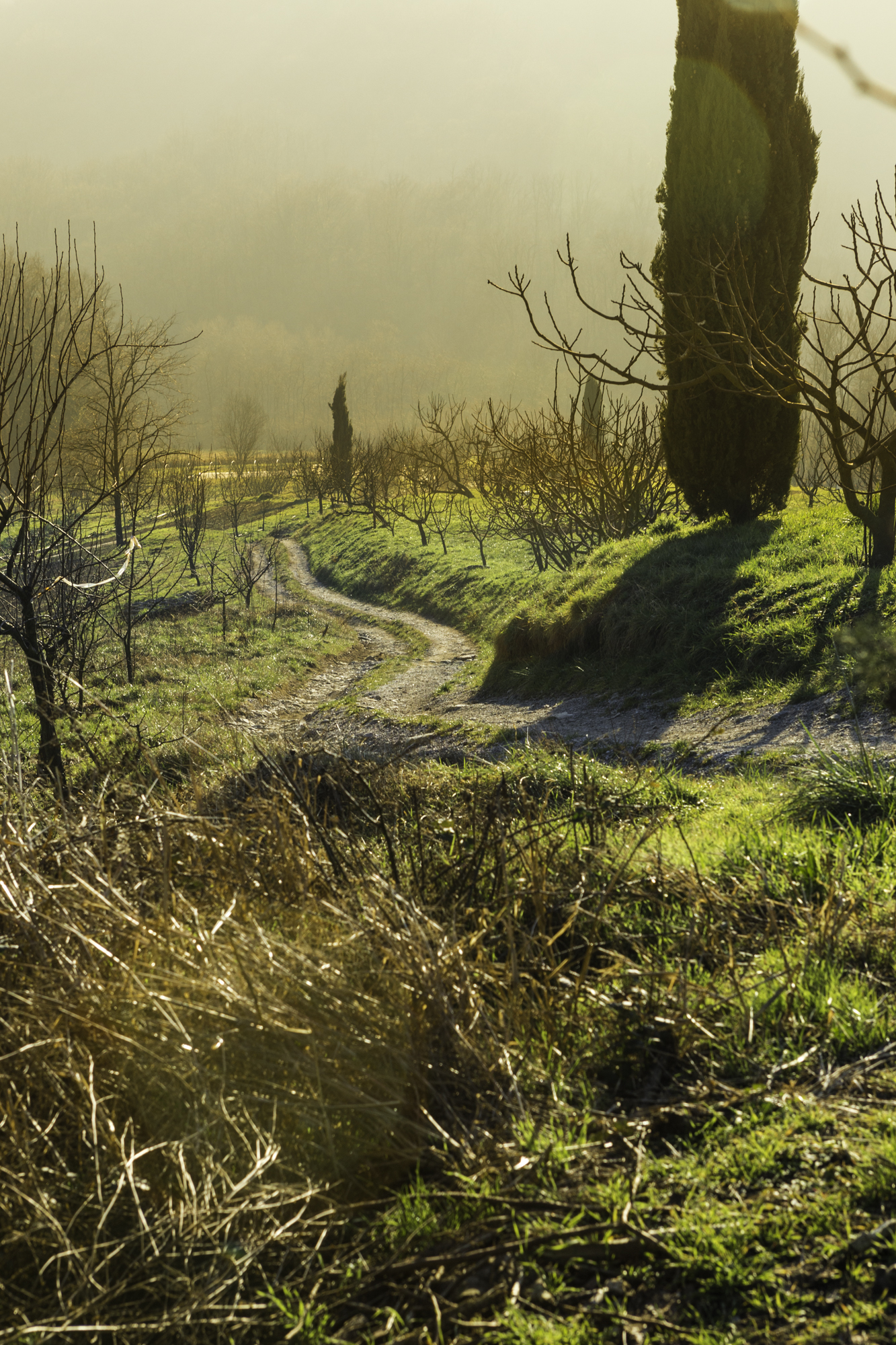
Sentiero per la frazione Galbusera Bianca